# Karel Abraham

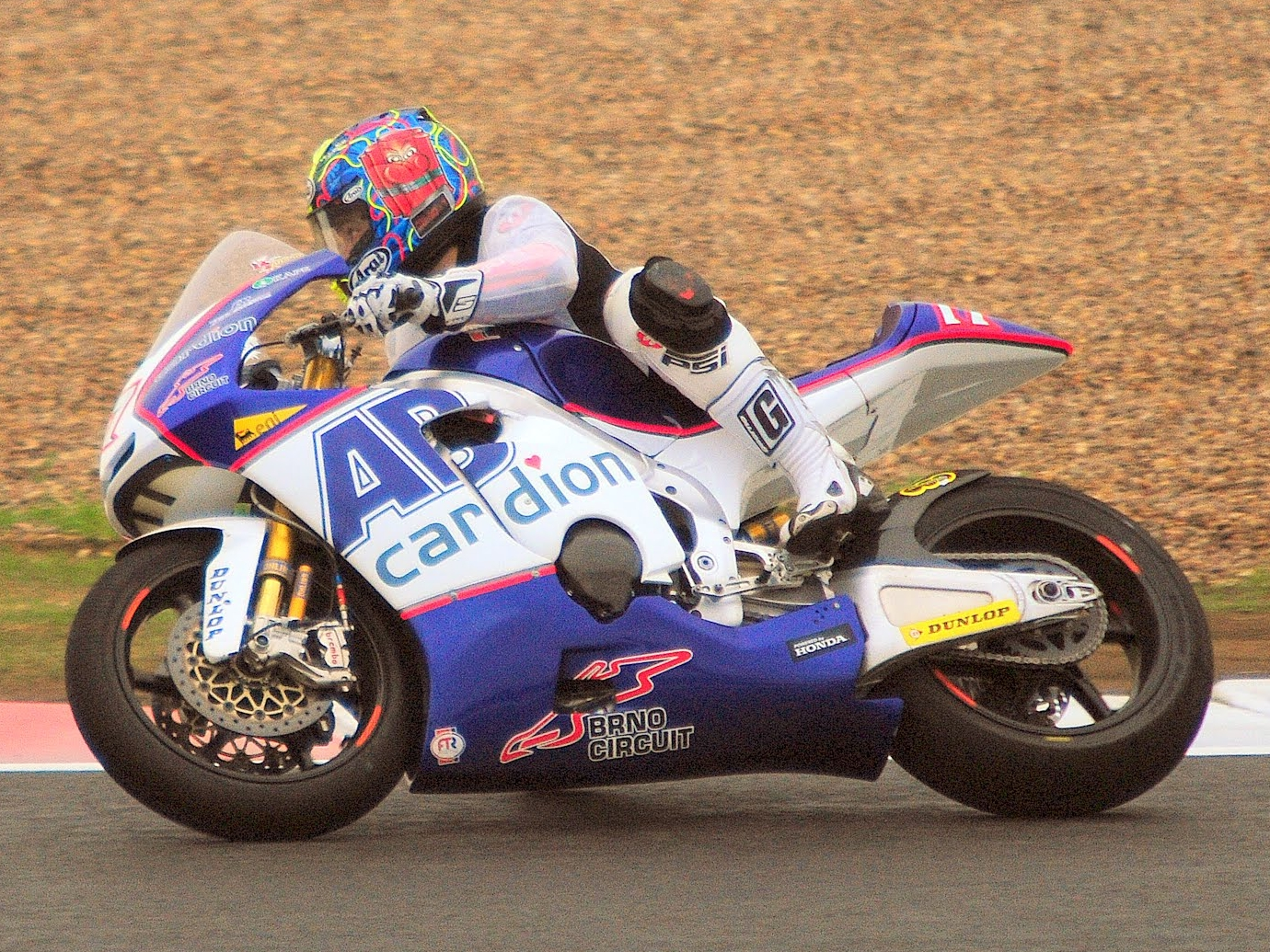
Karel Abraham på Silverstone 2010.

Karel Abraham, född 2 januari 1990 i Brno, är en tjeckisk roadracingförare som tävlat i VM-klasserna MotoGP, Moto2, 250GP och 125GP i Grand Prix Roadracing och i Superbike-VM.
Han har tävlat i VM i roadracing sedan 2005. De två första åren för Aprilia i 125-klassen och därefter i tre år för Aprilia i 250-klassen. Roadracing-VM 2010 tävlade han för teamet Cardion ab Motoracing på en FTR-motorcykel i Moto2-klassen. I säsongens sista Grand Prix, Valencias GP, tog han sin första Grand Prix-seger. Mellan 2012 och 2015 körde Abraham i MotoGP-klassen i pappans stall AB Motoracing. Sista säsongen blev förstörd av en fotskada och han gick över till Superbike 2016 där han körde en BMW. 2017 var Abraham tillbaka i MotoGP, nu på en Ducati tillhörig Aspar Team. Han fortsatte i samma team 2018 och körde 2019 för Avintia Ducati.

## VM-säsonger
| Säsong | Klass     | VM- plac. | Poäng | 1/2/3- platc. | Starter | Motorcykel | Team                     | Startnr |
| ------ | --------- | --------- | ----- | ------------- | ------- | ---------- | ------------------------ | ------- |
| 2005   | 125GP     | -         | 0     | - / - / -     | 15      | Aprilia    | Semprucci Cardion Blauer | 44      |
| 2006   | 125GP     | 24        | 8     | - / - / -     | 16      | Aprilia    | Cardion AB Motoracing    | 44      |
| 2007   | 250GP     | 16        | 31    | - / - / -     | 17      | Aprilia    | Cardion AB Motoracing    | 17      |
| 2008   | 250GP     | 16        | 40    | - / - / -     | 15      | Aprilia    | Cardion AB Motoracing    | 17      |
| 2009   | 250GP     | 14        | 74    | 1 / - / 1     | 16      | Aprilia    | Cardion AB Motoracing    | 17      |
| 2010   | Moto2     | 10        | 96    | - / - / -     | 14      | FTR        | Cardion AB Motoracing    | 17      |
| 2011   | MotoGP    | 14        | 64    | - / - / -     | 16      | Ducati     | Cardion AB Motoracing    | 17      |
| 2012   | MotoGP    | 14        | 59    | - / - / -     | 14      | Ducati     | Cardion AB Motoracing    | 17      |
| 2013   | MotoGP    | 24        | 5     | - / - / -     | 9       | ART        | Cardion AB Motoracing    | 17      |
| 2014   | MotoGP    | 17        | 33    | - / - / -     | 18      | Honda      | Cardion AB Motoracing    | 17      |
| 2015   | MotoGP    | -         | 0     | - / - / -     | 10      | Honda      | AB Motoracing            | 17      |
| 2016   | Superbike | 18        | 33    | - / - / -     | 24      | BMW        | Milwaukee BMW            | 17      |
| 2017   | MotoGP    | 20        | 32    | - / - / -     | 18      | Ducati     | Pull & Bear Aspar Team   | 17      |
| 2018   | MotoGP    | 23        | 12    | - / - / -     | 18      | Ducati     | Ángel Nieto Team         | 17      |
| 2019   | MotoGP    | 24        | 9     | - / - / -     | 19      | Ducati     | Reale Avintia Racing     | 17      |